# Шашкин, Николай Тимофеевич
Никола́й Тимофе́евич Ша́шкин (8 мая 1923 года — 12 февраля 2020) — командир миномётного отделения 167-го отдельного пулемётно-артиллерийского батальона 116-го укреплённого района 51-й армии 4-го Украинского фронта. Герой Советского Союза. Полковник.

## Биография
Родился 8 мая 1923 года в селе Мичкасские Выселки ныне Нижнеломовского района Пензенской области. Образование 7 классов. До войны работал бондарем в городе Шумерля Чувашской АССР.
В Красной Армии с марта 1942 года. Боевое крещение курсант Краснодарского пулемётно-миномётного училища Николай Шашкин принял летом 1942 года на Южном фронте. В бою под Котельниковом получил тяжёлое ранение. После возвращения в строй участвовал в ликвидации окружённой в Сталинграде группировки противника, прорыве немецкой обороны на реке Молочной. Особенно отличился в ходе Мелитопольской операции.
В боях за город Мелитополь Запорожской области Украины 20-23 октября 1943 года командир миномётного отделения 167-го отдельного пулемётно-артиллерийского батальона 116-го укреплённого района сержант Н. Т. Шашкин в составе штурмовой группы ворвался в опорный пункт противника и закрепился на захваченном рубеже, отразив несколько вражеских контратак.
Указом Президиума Верховного Совета СССР от 1 ноября 1943 года Николаю Тимофеевичу было присвоено звание Героя Советского Союза.
В дальнейшем Н. Т. Шашкин участвовал в освобождении Крыма. Затем 116-й укрепрайон был переброшен на Кавказ, где охранял границу с Турцией по реке Аракс.
После войны продолжал службу в армии. В 1955 году окончил Орджоникидзевское военное автомобильное училище.
С 1970 года полковник Н. Т. Шашкин в отставке. До выхода на пенсию работал инженером отдела перевозок в «Ленторгбыттрансе». Проживал в Санкт-Петербурге.

## Награды
- Герой Советского Союза;
- орден Ленина;
- орден Отечественной войны 1-й степени;
- орден Красной Звезды;
- медали.